# On, ona i on
On, ona i on (wł. Le fate ignoranti) – francusko-włoski film fabularny w reżyserii Ferzana Özpeteka. Premiera produkcji odbyła się 8 lutego 2001 roku, podczas 51. edycji festiwalu Berlinale. Dramat zarobił we Włoszech 6 647 360 euro.

## Fabuła
Antonia (Margherita Buy) jest lekarką, która specjalizuje się w leczeniu AIDS. Od dziesięciu lat jest żoną Massima (Andrea Renzi). Małżeństwo żyje intensywnie, ale dosyć rutynowo. Spokojne życie Antonii zmienia się, gdy Massimo nagle umiera, zostaje potrącony przez samochód. Kobieta nie może poradzić sobie w nowej sytuacji, jest w głębokim smutku, tęskni za mężem, straciła ochotę życia. Pewnego dnia, porządkując biuro, w którym pracował Massimo, Antonia wśród rzeczy osobistych, odkrywa obraz z dedykacją dla tajemniczego kochanka. Lekarka jest zaskoczona, że mąż miał przed nią sekrety, nie miała pojęcia, że Massimo ją zdradzał. Kobieta postanawia odszukać mężczyznę, któremu Massimo dedykował obraz. Antonia odkrywa zaskakujące fakty. Mąż przez siedem lat małżeństwa prowadził podwójne życie. Lekarka odnajduje kochanka Massima. To Michele (Stefano Accorsi), młody sprzedawca owoców i warzyw. Antonia nie spodziewa się, jakie konsekwencje niosą za sobą poznanie Michele’a. Kobieta zostaje wprowadzona w społeczność gejowską, ulega również fascynacji młodym mężczyzną. Z czasem Antonia i Michele zakochują się w sobie.

## Obsada
- Margherita Buy jako Antonia
- Stefano Accorsi jako Michele

W pozostałych rolach:

- Andrea Renzi jako Massimo
- Serra Yilmaz jako Serra
- Gabriel Garko jako Ernesto
- Erika Blanc jako Veronica
- Koray Candemir jako Emir
- Lucrezia Valia jako Mara
- Filippo Nigro jako Riccardo
- Ivan Bacchi jako Luciano
- Maurizio Romoli jako Angelo